# Васильків (Підляське воєводство)
Васильків (пол. Wasilków, Васі́лькув) — місто в північно-східній Польщі.
Належить до Білостоцького повіту Підляського воєводства.

## Етимологія

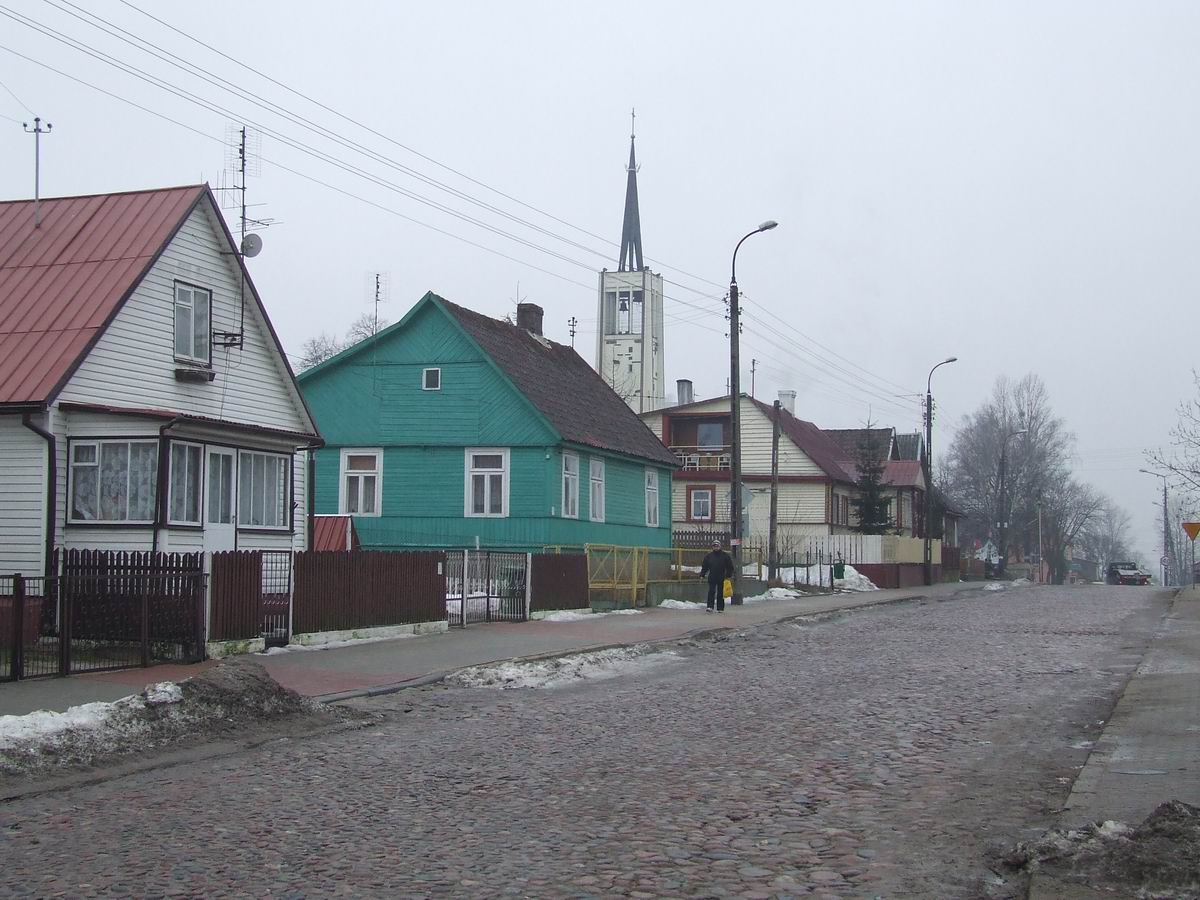

Назва пов'язана з галицько-волинським князем Васильком Романовичем — братом короля Русі Данила Романовича — який наказав спорудити тут укріплення — дитинець.

## Демографія
Демографічна структура станом на 31 березня 2011 року:
|          | Загалом | Допрацездатний вік | Працездатний вік | Постпрацездатний вік |
| -------- | ------- | ------------------ | ---------------- | -------------------- |
| Чоловіки | 4845    | 1069               | 3374             | 402                  |
| Жінки    | 5228    | 982                | 3296             | 950                  |
| Разом    | 10073   | 2051               | 6670             | 1352                 |

| Населення за роками | Населення за роками |
| рік                 | населення           |
| ------------------- | ------------------- |
| половина XVII ст.   | 500                 |
| 1772                | 1500                |
| 1799                | 1500                |
| 1846                | 1916                |
| 1860                | 1381                |
| 1877                | 1500                |
| 1880                | 3880                |
| 1891                | 3335                |
| 1897                | 3918                |
| 1899                | 4828                |
| 1910                | 5314                |
| 1921                | 3903                |
| 1927                | 3903                |
| 1931                | 4801                |
| 1937                | 5100                |
| 1939                | 5574                |
| 1939                | 5174                |
| 1946                | 3948                |
| 1956                | 3648                |
| 2004                | 8751                |
| 2012                | 10 306              |